# Slezská kuchyně
Slezská kuchyně (německy schlesische Küche; slezskoněmecky Schläsche Kiche; polsky kuchnia śląska; slezsky kuchńa ślůnsko) je regionální středoevropská, poměrně bohatá kuchyně, dnes vařená hlavně v Německu (protože původní slezskoněmecké obyvatelstvo bylo po 2. sv. válce vyhnáno na západ), částečně i v části Horního Slezska v dnešním Polsku a také v českém Slezsku (hlavně na Těšínsku). Počátky slezské kuchyně jsou spojeny s kuchyní polskou – odtud také její podobnost s jinými kuchyněmi (západo)slovanských národů – ale zároveň obsahuje důležité prvky z kuchyně německé, potažmo rakouské. V rámci německé kuchyně představuje ta slezská spolu s pomořanskou a východopruskou jednu velkou regionální kuchyni.

## Pokrmy

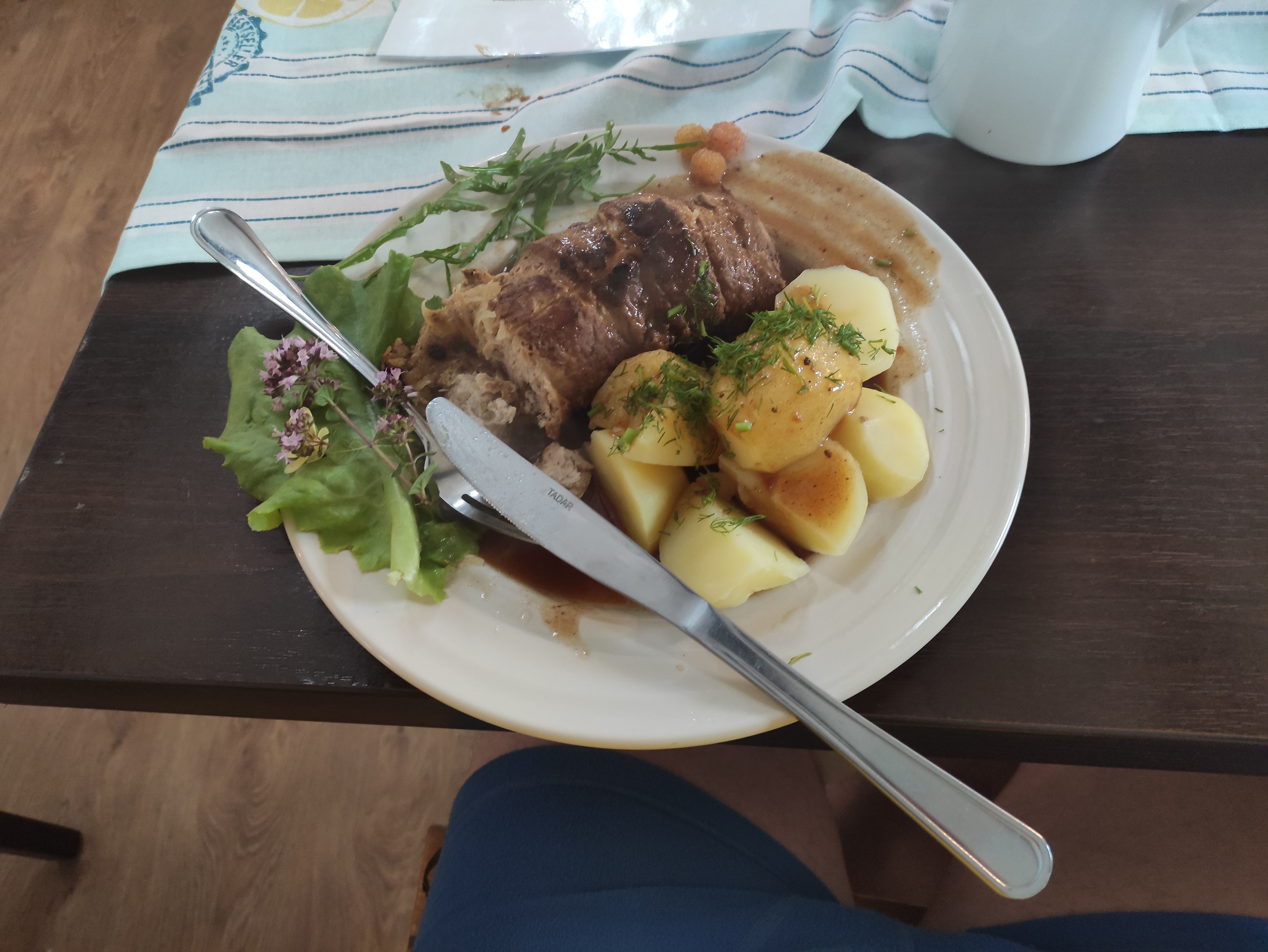
Slezská roláda, Kocury, Polsko

Nejoblíbenější hlavní jídlo ze slezské kuchyně je „slezské nebe“ (slezskoněmecky Schläsches Himmelreich), kdysi rozšířené jak v Horním, tak i v Dolním Slezsku. Mezi knedlíčky jsou nejznámější specifické slezské bramborové knedlíky; z dalších bramborových pokrmů je nutno zmínit suché placky „stryky“. Zajímavostí slezské vánoční tradice je perníková omáčka na maso a rybu. Mezi oblíbené moučníky patří například drobenkové koláče, makové koláče, makovky (Mohnkließla) a kynuté knedlíky s borůvkami, také jsou oblíbené kompoty. Drobenkový koláč je typická charakteristika slezské kuchyně, která se rozšířila do celého Německa.

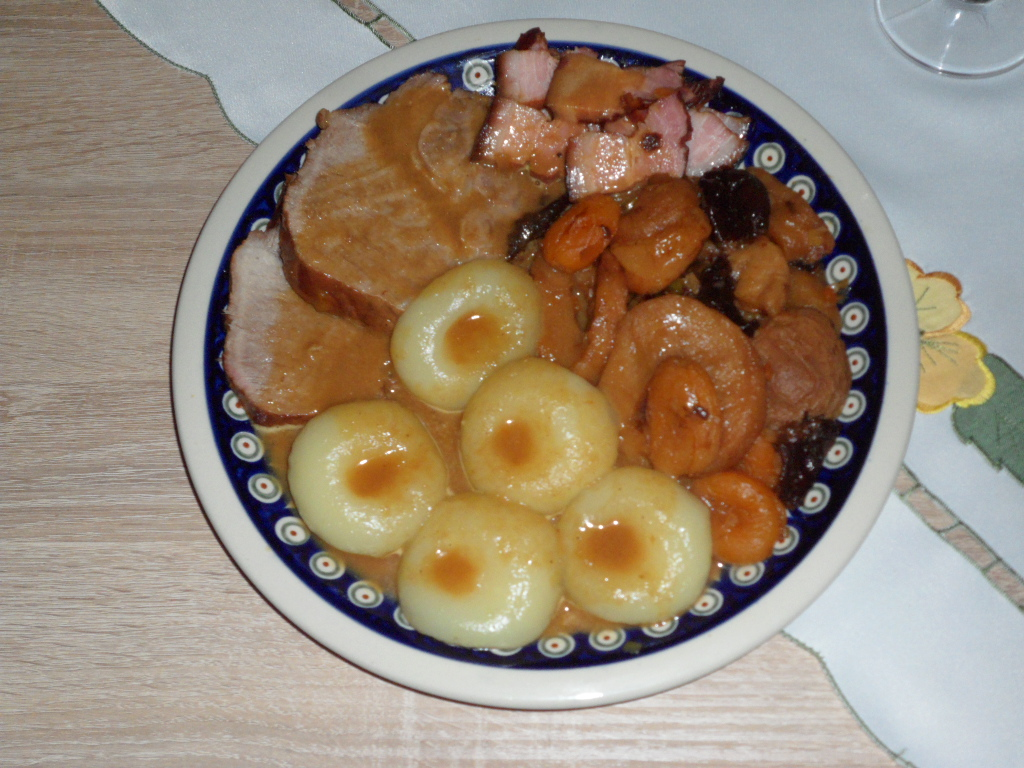
Slezské nebe

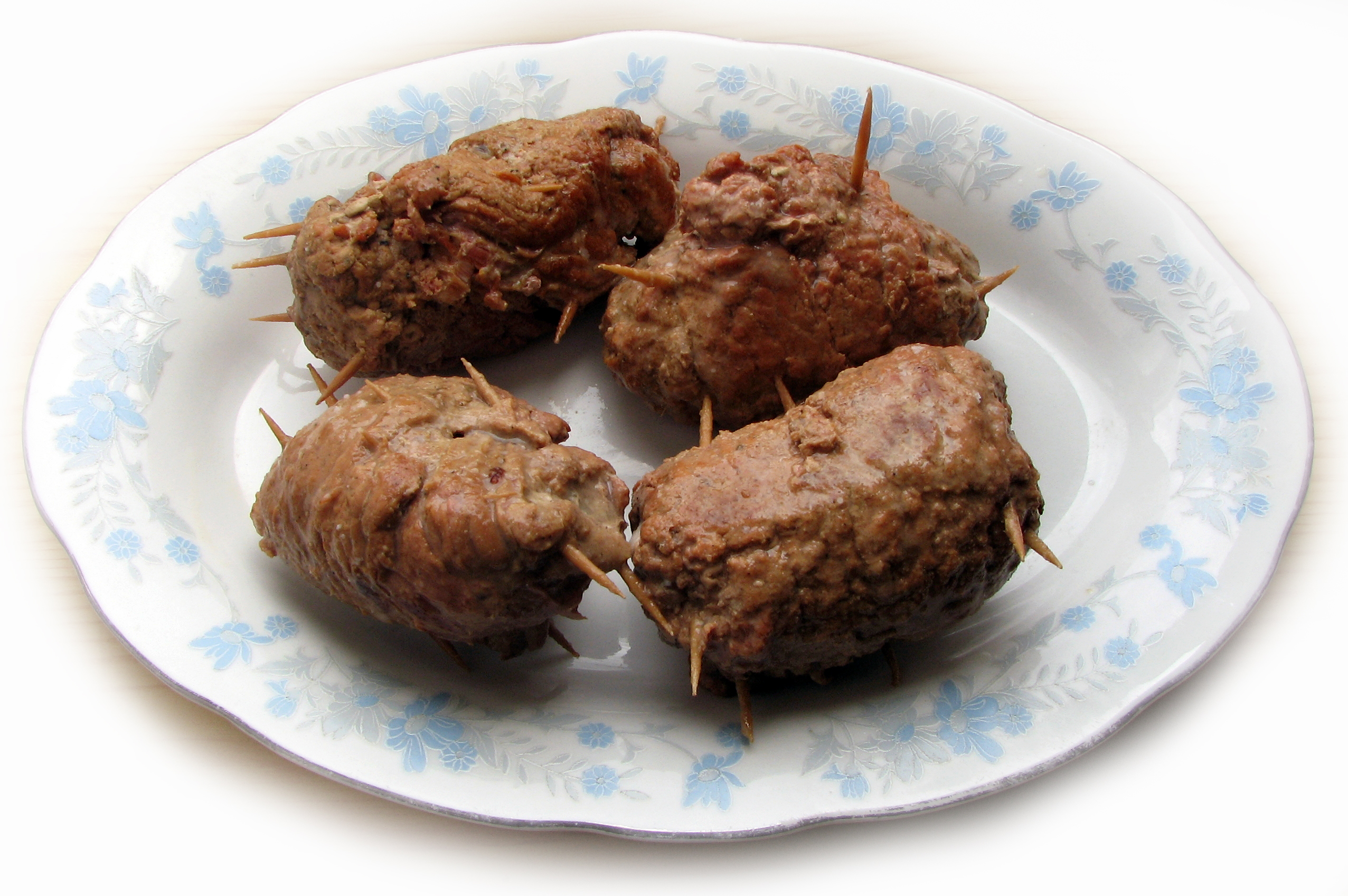
Rolády (masové)

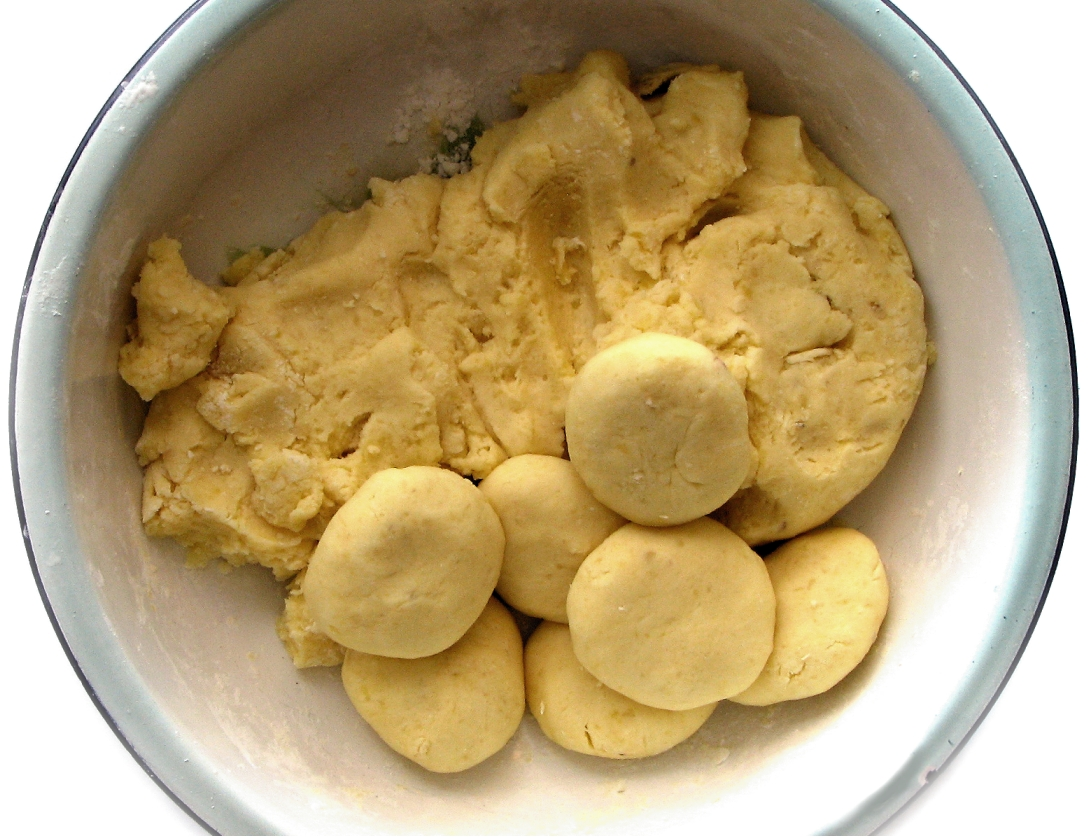
Slezské bramborové knedlíčky

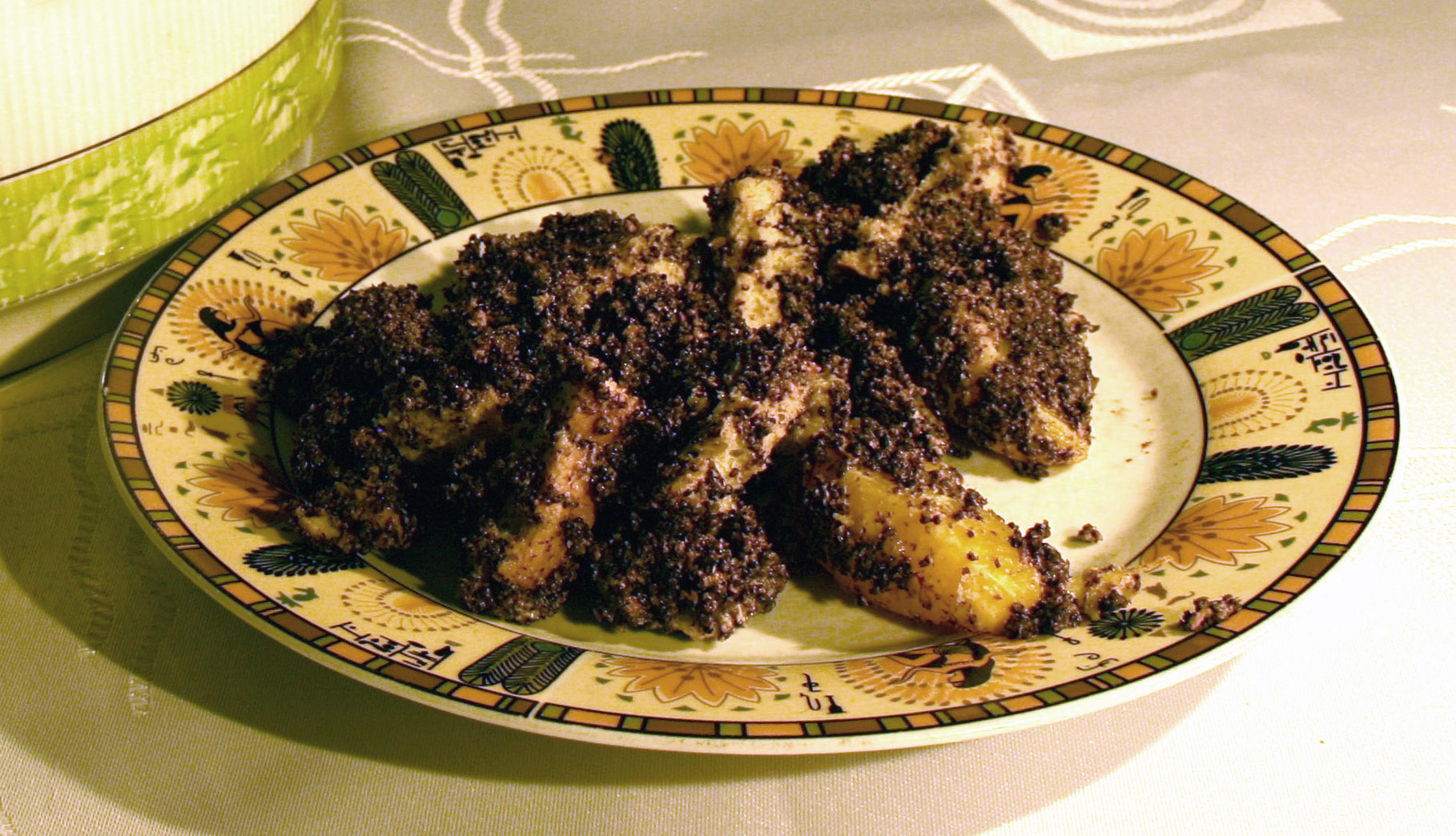
Makovky

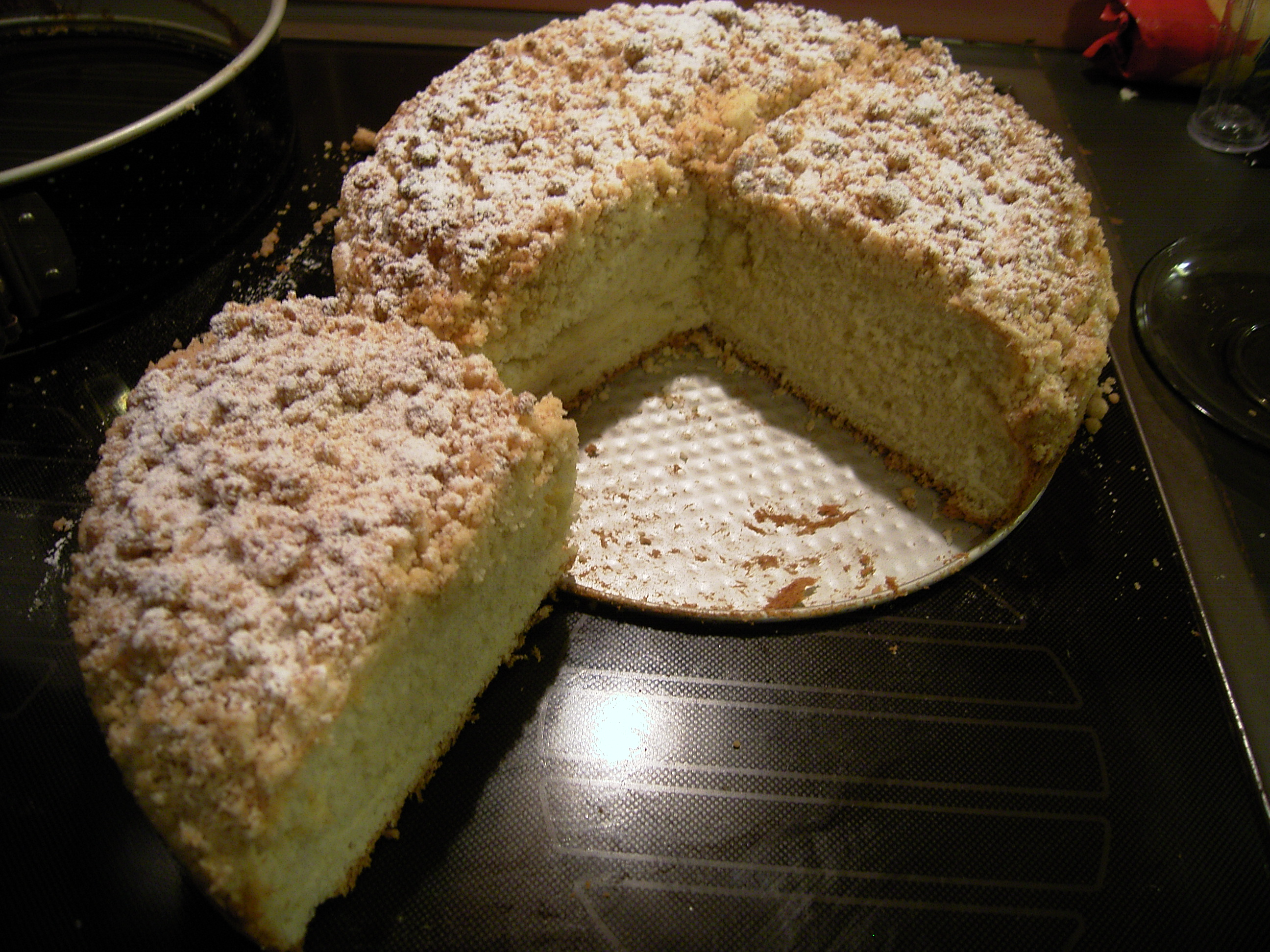
Drobenkový koláč

Hlavní jídla, maso
- slezské nebe
- rolády
- kapustové závitky
- bigos
- karbanátky
- jelito, krvavé jelito
- bílé klobásy
- tlačenka
- řezanina
- sleďový salát

Přílohy, omáčky
- moučné knedlíčky
- slezský stryk (placka)
- slezské bramborové knedlíčky
- knedlíčky v páře
- opékané brambory
- bramborový salát
- červené zelí
- perníková omáčka

Předkrmy, polévky
- kyselo
- nudlová polévka
- slepičí polévka
- chlebová polévka
- bramboračka
- hřibová polévka
- šurimajzl[1] (Opavsko)

Kompoty
- nakládačka
- kompot
- kysané zelí

Moučníky
- koblihy
- makovky
- knedlíky v páře
- lehnická bomba
- makový závin
- perník

Koláče, dorty
- drobenkový koláč
- čokoládový koláč
- makový koláč
- tvarohový koláč
- ovocný koláč
- buchty